# Jerzy Wciorko
Jerzy Wciorko (ur. 1925, zm. 6 kwietnia 1974 w Poznaniu) – polski architekt.

## Życiorys
Ukończył studia na Wydziale Architektury Politechniki Gdańskiej. Od 1951 do 1974 (do śmierci) pracował w poznańskim Miastoprojekcie. Został pochowany na cmentarzu Górczyńskim w Poznaniu (kwatera IPd-8-22).

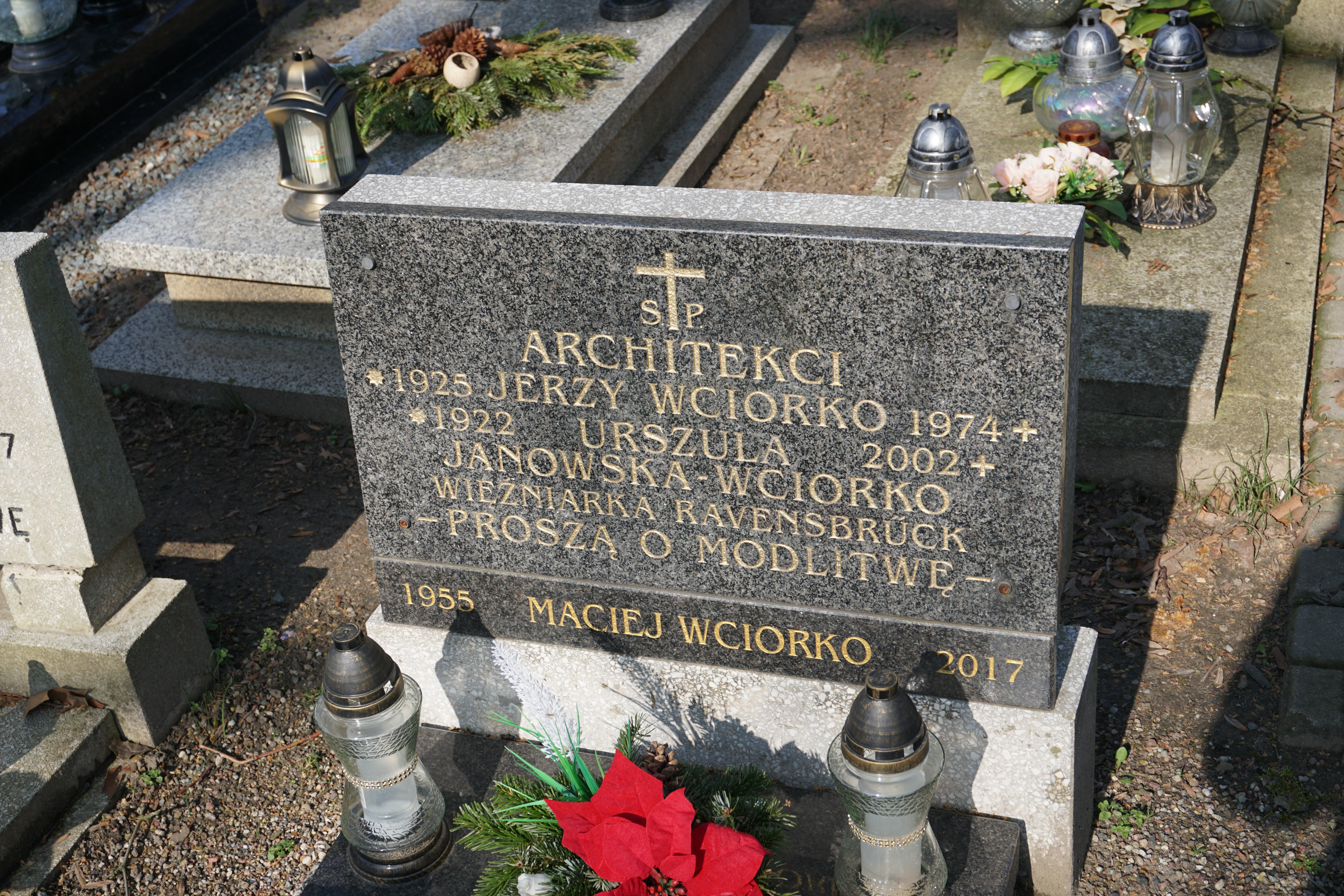
Grób Jerzego Wciorki na cmentarzu Górczyńskim

## Dzieła
- Dom Młodego Górnika w Koninie (wespół z Henrykiem Jaroszem),
- budynek mieszkalno-usługowy przy ul. Ratajczaka w Poznaniu,
- budynki mieszkalno-usługowe na rogu ul. Głogowskiej i Hibnera w Poznaniu,
- budynki mieszkalne przy ul. Chwaliszewo w Poznaniu,
- Technikum Łączności przy ul. Przełajowej w Poznaniu,
- internat Technikum Gastronomicznego w Pile,
- budynek oddziału zakaźnego szpitala w Obornikach (wespół z Marią Waschko),
- laboratorium centralne oraz budynek klubowy oddziału okulistycznego szpitala w Grudziądzu (wespół z Andrzejem Gałkowskim),
- Sanatorium Wojskowe z zakładem balneoterapeutycznym w Ciechocinku (wespół z Andrzejem Gałkowskim i Jerzym Otomańskim)[2].